# Neuville-en-Avesnois
Neuville-en-Avesnois település Franciaországban, Nord megyében. Lakosainak száma 303 fő (2022. január 1.). Neuville-en-Avesnois Salesches, Vendegies-au-Bois, Beaudignies, Poix-du-Nord és Romeries községekkel határos.

## Népesség
A település népességének változása:
| Lakosok száma | 297  | 304  | 311  | 304  | 303  | 302  | 303  | 302  | 303  |
|               | 2013 | 2015 | 2016 | 2017 | 2018 | 2019 | 2020 | 2021 | 2022 |